# توم كاسيدي (صحفي)
توم كاسيدي (بالإنجليزية: Tom Cassidy)‏ هو صحفي أمريكي، ولد في 1950، وتوفي في 26 مايو 1991.